# Бастіан Микола Августович
Микола Августович Бастіан (рос. Николай Августович Бастиан; нар. 28 листопада 1920, Курськ, РСФРР — пом. 19??, Росія) — радянський російський футболіст, тренер та футбольний суддя.

## Кар'єра гравця
З 1932 року виступав за один з аматорських колективів Курська.

## Кар'єра тренера
По завершенні кар'єри гравця розпочав тренерську діяльність. Закінчив Ленінградський інститут фізичної культури імені П. Ф. Лесгафта. У 1949 році очолив луганські «Трудові Резерви». У 1956 році став головним тренером «Спартака» (Нальчик), а в 1957 році — «Енергія» (Волзький). У 1973 році очолив орельську «Сталь», яким керував до 1975 року. У 1982 році повернувся до клубу з Орла, який змінив назву на «Спартак» (Орел). Також працював з клубами з Іваново та Оша.
У 50-60-х роках також обслуговував футбольні матчі.